# Darren Braithwaite
Darren Braithwaite (Londres, Reino Unido, 20 de enero de 1969) fue un atleta británico, especializado en la prueba de 4 x 100 m en la que llegó a ser medallista de bronce mundial en 1991 y 1997.

## Carrera deportiva
En el Mundial de Tokio 1991 ganó la medalla de bronce en los relevos 4 x 100 metros, con un tiempo de 38.09 segundos, quedando tras Estados Unidos y Francia, siendo sus compañeros de equipo: Tony Jarrett, John Regis y Linford Christie.
Y en el Mundial de Atenas 1997 volvió a ganar el bronce en la misma prueba, tras Canadá y Nigeria.